# 리쉐융

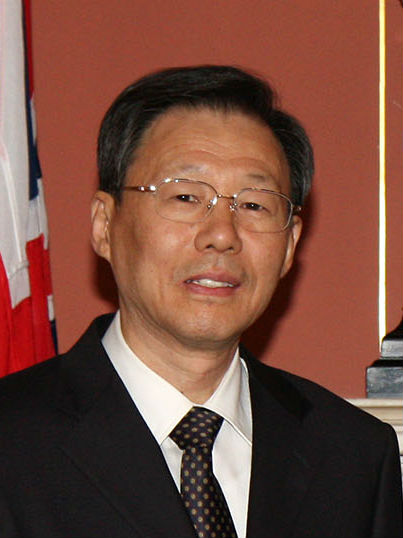

리쉐융(이학용, 중국어 간체자: 李学勇, 1950년 9월 ~ )은 중화인민공화국의 정치인이다. 중국공산당 중앙위원회 제17, 18기 중앙위원과 장쑤성 성장을 역임했다.

## 생애
허베이성 스자좡시 출신으로 1974년 3월 중국 공산당에 입당했다. 1982년 베이징공과대학에서 고분자화학공학을 전공한 후 강사로 일했다. 그 후 국가과학기술위원회와 과학기술부에서 오랫동안 근무했다. 1995년 9월부터 1997년 4월까지 산시성 시안시에서 시위원회 상임위원회 위원장 및 부시장을 역임했다. 1998년 3월부터 과학기술부 부부장을 지냈고 2007년 4월부터 과학기술부 부부장 겸 당조서기로 일했다. 2008년 제11기 전국인민대표대회 대표로 선출되었다.